# Martha Medeiros
Martha Mattos Medeiros (Porto Alegre, 20 de agosto de 1961) é uma escritora, aforista e poetisa brasileira. É conhecida como uma das melhores cronistas brasileiras. Entre suas obras mais conhecidas estão Divã, Doidas e Santas e Feliz Por Nada. Seus livros já ultrapassaram a marca de 1 milhão de exemplares vendidos.

## Juventude
Filha de José Bernardo Barreto de Medeiros e Isabel Mattos de Medeiros, estudou num dos mais tradicionais colégios de Porto Alegre, o Nossa Senhora do Bom Conselho, no bairro Moinhos de Vento. Sua formação como leitora começou ainda criança, através dos livros que possuía em casa e a música popular brasileira que seus pais ouviam. Formou-se em Comunicação Social, em 1982 na Pontifícia Universidade Católica do Rio Grande do Sul (PUCRS), em Porto Alegre. Trabalhou durante 14 anos como redatora publicitária, nos últimos anos conciliando com a escrita de poesias.
Em 1982, a Editora Brasiliense lançou a coleção Cantadas Literárias, que inaugurou escritores como Paulo Leminski, Caio Fernando Abreu e Ana Cristina Cesar. A essa altura, Martha já escrevia poesias como passa tempo, e só apenas quando passou a acompanhar a coleção que ela sentiu que o que escrevia podia ter algum valor literário. Martha datilografou alguns de seus poemas e enviou a Caio Graco Prado, que então era diretor e dono da editora. Ele respondeu em uma carta manuscrita elogiando as poesias e com a promessa de que voltaria a se comunicar futuramente. Alguns meses mais tarde Martha enviou uma nova leva de poesias ao editor, dessa vez recebendo como resposta um convite para publicá-las.

## Carreira literária

### Anos 1980
Em 1985, é lançado seu livro de estréia Strip-Tease, na mesma coleção Cantadas Literárias que ela lera alguns anos antes.
As poesias que formavam o primeiro livro também foram enviadas aos editores da L&PM que inicialmente recusaram. Após o lançamento de Strip-Tease eles voltaram atrás e contataram Martha para lançar seu segundo livro, Meia Noite e Um Quarto, que estreou em 1987 com a apresentação escrita por Caio Fernando Abreu. Esse foi o início de uma grande parceria entre a escritora e a editora, que a partir de então seria responsável por lançar a maioria de seus livros.

### Anos 1990
Para o próximo lançamento a editora foi ainda mais ousada, enviando os poemas para que Millôr Fernandes fizesse uma primeira leitura e caso gostasse o convidaram a escrever também a orelha com a apresentação do livro. Millôr não apenas gostou como também ilustrou um dos poemas na sua coluna no Jornal do Brasil. Com essa honraria é lançado em 1991 o terceiro livro de poesias, Persona Non Grata.
Quando seu marido recebeu uma proposta de trabalho no Chile, em 1993, decidiu que uma mudança de país seria uma ótima oportunidade para dar um tempo na profissão. Essa estada de oito meses na cidade de Santiago do Chile, na qual passou escrevendo poesia e textos para si mesma, acabou sendo um divisor de águas na sua vida. Ao receber a visita do amigo e jornalista Fernando Eichenberg, Martha mostrou a ele o que vinha escrevendo. Fernando convenceu-a de que eram crônicas e que existia a possibilidade de serem publicadas no Zero Hora, jornal qual ele já trabalhava na ocasião.
Quando voltou para Porto Alegre, em 1994, começou a escrever crônicas para o Zero Hora, onde escreve até hoje. A partir daí, sua carreira literária deslanchou no Rio Grande do Sul.
O ano de 1995 é marcado por dois lançamentos literários: o seu quarto livro de poesias, De Cara Lavada, de novo com apresentação de Caio Fernando Abreu, e a sua primeira coletânea de crônicas, Geração Bivolt - este lançado pela Editora Artes & Ofícios.
Em 1996 Martha se aventura em novo gênero literário, escreve em formato de crônica de viagem o livro Santiago do Chile - Crônicas e Dicas de Viagem, com o conhecimento que obteve da cidade enquanto morou lá. O livro que já foi reeditado várias vezes através dos anos, foi o segundo, e até o momento, último livro da escritora lançado pela Editora Artes & Ofícios.
Em 1997 lança sua segunda coleção de crônicas, Topless, dessa vez pela L&PM Editores, que a partir de então lançariam todos os seus futuros livros do gênero. No ano seguinte Topless recebe o Prêmio Açorianos de Literatura, na categoria Crônicas.
No ano de 1998 aproveitando a recém lançada coleção L&PM Pocket a editora relança as poesias dos quatro livros anteriores de Martha em um único volume, chamado Poesia Reunida.
Os próximos lançamentos literários de Martha foram as coletâneas de crônicas Trem-Bala em 1999 e Non-Stop em 2001. O ano de 2001 também fica marcado pelo lançamento de Cartas Extraviadas e Outros Poemas, que permanece sendo seu último lançamento no gênero de poesia.

### Anos 2000

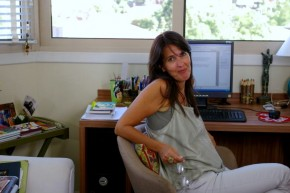
Martha Medeiros em 2014 durante entrevista à TV Brasil.

Em 2002 é lançado seu primeiro romance e livro responsável pela sua projeção nacional: Divã. Narra a história de Mercedes, uma mulher de meia idade, casada e com filhos que resolve fazer terapia. O livro, que foi lançado pela Editora Objetiva, foi um grande sucesso de venda e crítica.
No ano seguinte, 2003, com um público maior, lança Montanha Russa, nova copilação de crônicas, que também recebe o Prêmio Açorianos de Literatura na categoria Crônicas e fica em segundo lugar no Prêmio Jabuti na categoria Contos e Crônicas.
Em 2004 lança seu primeiro, e até o momento único, livro infantil, Esquisita Como Eu, pela Editora Projeto. Nesse ano também passa a assinar uma coluna no O Globo, na qual publica semanalmente até os dias de hoje.
Em 2005 Martha faz dois lançamentos, Coisas da Vida, de crônicas e Selma e Sinatra, seu segundo romance.
Em 2007 publica Tudo Que Eu Queria Te Dizer, ficção com 35 capítulos em forma de cartas. Martha o considera seu único livro de fato ficcional, já que os anteriores sempre tiveram sua vida como obra prima para alguns elementos das histórias.
No ano de 2008 publica nova copilação de crônicas, Doidas e Santas, que se tornou um dos seus títulos mais conhecidos.
Em 2010 lança seu quarto romance, Fora de Mim, pela Editora Objetiva. Para a divulgação desse livro Martha fez uma turnê pelo Brasil concedendo várias entrevistas, entre elas para o Sempre Um Papo de Minas Gerais e o Sem Censura de Leda Nagle.
O ano de 2011 fica marcado pelo lançamento de Feliz Por Nada, nova coletânea de crônicas que obteve grande exito em vendas, permanecendo no topo dos livros mais vendidos por muitos meses, por consequência o livro já teve mais de 50 reedições.
Em 2012 publica a novela Noite em Claro, dentro da Coleção 64 Páginas da L&PM, que tem como premissa publicar livros com 64 páginas pelo valor fixo de R$ 5,00. Ainda nesse ano, motivada pela resposta positiva que recebia no seu blog quando fazia posts sobre suas viagens, lança Um Lugar na Janela - Relatos de Viagem, seu primeiro no gênero desde Santiago do Chile, de 1996.
No ano seguinte, 2013, lança nova coletânea de contos chamada A Graça da Coisa, que como já de praxe figurou na lista dos mais vendidos do país.
Em 2014 para comemorar seus vinte anos como cronista a L&PM lança três livros com crônicas selecionadas da autora, respectivamente: Felicidade Crônica, Liberdade Crônica e Paixão Crônica.
Em 2015 lança a coletânea de crônicas que foram escritas nos últimos dois anos, chamada Simples Assim.
Em 2016 publica Um Lugar na Janela 2 - Relatos de Viagens, dando continuação ao anterior. Esse, por sua vez, ganhou o Prêmio Açorianos de Literatura na categoria crônicas.
No ano de 2018 lança Quem Diria Que Viver Ia Dar Nisso, seu mais recente livro, coletânea de crônicas.

## Adaptações
Muitos dos livros de Martha, tanto de crônicas quanto romances, já foram adaptados para a teatro, cinema e televisão.
Em 2000, sob direção de Irene Brietzke, Trem-Bala foi adaptado para o teatro.
Em 2005 foi a vez de Divã chegar aos teatros, sob a direção de Ernesto Piccolo e tendo Lilia Cabral interpretando Mercedes, a personagem principal. Divã foi o livro de Martha que teve vida mais longa fora das páginas. Em 2009 a história foi adaptada para o cinema, que atingiu um público de 1,5 milhão de espectadores, recebendo uma continuação em 2015. Em 2011 Divã chegou a televisão em formato de minissérie, na Rede Globo, com 8 episódios.
Em 2008 estreou a peça De Mim Que Tanto Falam, inspirada em crônicas variadas de Martha, idealizada por Cristina Mayrink.
Devido a enorme popularidade dos textos de Martha Medeiros, não raro eles são compartilhados na internet com a autoria creditada a outros escritores, como Lya Luft e Arnaldo Jabor. O caso mais célebre foi quando, em 2008, Clemente Mastella, ex-ministro italiano da Justiça citou um trecho da cronica A Morte Devagar (presente no livro Non-Stop de 2001) e a creditou a Pablo Neruda, no Parlamento Italiano. O discurso foi reproduzido em jornais o que fez com que brasileiros que moravam na Itália informassem a esses jornais que o texto na verdade havia sido escrito por Martha. Na ocasião a escritora foi entrevistada até pelo jornal Corriere della Sera.
Em 2010, Tudo Que Eu Queria Te Dizer também foi adaptado para teatro, idealizado por Victor Garcia Peralta e Ana Beatriz Nogueira, que também atua na peça.
No ano de 2013 foi a vez de Fora de Mim ser adaptado para o teatro, sob direção de Francisco Ramalho Jr., e Lavínia Pannunzio no papel principal. Ainda nesse ano Doidas e Santas também foi adaptado para o teatro, produzido e interpretado por Cissa Guimarães. Em 2017 Doidas e Santas também chegou aos cinemas.
Esse ano ainda foi marcado pela adaptação teatral de Feliz Por Nada, com texto adaptado por Regiana Antonini. Na peça, as duas personagens principais tem os mesmos nomes das filhas de Martha: Laura e Julia.

## Publicações em outros países
Tamanho sucesso na carreira literária já fez com que a autora fosse publicada em outros países.
Divã foi publicado na França, Suíça, Portugal, Itália e Espanha.
Tudo Que Eu Queria Te Dizer já foi publicado na Itália.

## Lista de obras
- Strip-Tease (1985) - Poesia
- Meia noite e um quarto (1987) - Poesia musical
- Persona non grata (1991) - Poesia
- De Cara Lavada (1995) - Poesia
- Poesia Reunida (1998)
- Geração Bivolt (1995) - Primeiro livro de crônicas
- Topless (1997) - Crônicas
- Santiago do Chile (1996) - guia de viagem
- Trem-Bala (1999) - Livro de crônicas, adaptado para o teatro, sob direção de Irene Brietzke.
- Non Stop (2000) - Crônicas
- Cartas Extraviadas e Outros Poemas (2000)
- Divã (2002) - Romance que deu origem a uma peça, a um filme e série de TV, todos estrelados pela atriz Lilia Cabral, no papel de Mercedes.
- Montanha-Russa (2003) - Crônicas
- Coisas da Vida (2005) - Crônicas
- Esquisita como Eu (2004) - Infantil
- Selma e Sinatra (2005) - Romance
- Tudo que Eu Queria te Dizer (2007) - Adaptado para o teatro e estrelado por Ana Beatriz Nogueira
- Doidas e Santas (2008) - Crônicas - Adaptado para o teatro e estrelado por Cissa Guimarães
- Fora de Mim (2010) - Romance - Adaptado para o teatro e estrelado por Flávia Alessandra
- Feliz por Nada (2011) - Crônicas
- Noite em Claro (2012)
- Um Lugar na Janela (2012) - Contos e Crônicas
- A Graça da Coisa (2013) - Contos e Crônicas
- Paixão Crônica (2014) - Crônicas - Antologias
- Liberdade Crônica (2014) - Crônicas - Antologias
- Felicidade Crônica (2014) - Crônicas - Antologias
- Simples Assim (2015) - Crônicas
- Um Lugar na Janela 2 (2016) - Relatos de viagem
- Quem diria que viver ia dar nisso (2018) - Crônicas
- O meu melhor (2019) - Crônicas - Antologia
- Comigo no cinema (2019) - Crônicas - Antologia
- A claridade lá fora (2020) - Romance

## Principais Prêmios
- 1998 - Prêmio Açorianos de Literatura na categoria Crônicas por Topless;[12]
- 2004 - Prêmio Açorianos de Literatura na categoria Crônicas por Montanha Russa;[12]
- 2004 - 2º lugar no Prêmio Jabuti na categoria Contos e Crônicas por Montanha Russa;[16]
- 2018 - Prêmio Açorianos de Literatura na categoria Crônicas por Um Lugar na Janela 2 - Relatos de Viagens.[30]